# Цишиця (Свентокшиське воєводство)
Цишиця (пол. Ciszyca) — село в Польщі, у гміні Копшивниця Сандомирського повіту Свентокшиського воєводства.
Населення — 344 особи (2011).
У 1975-1998 роках село належало до Тарнобжезького воєводства.

## Демографія
Демографічна структура на день 31 березня 2011 року:
|          | Загалом | Допрацездатний вік | Працездатний вік | Постпрацездатний вік |
| -------- | ------- | ------------------ | ---------------- | -------------------- |
| Чоловіки | 179     | 34                 | 121              | 24                   |
| Жінки    | 165     | 36                 | 90               | 39                   |
| Разом    | 344     | 70                 | 211              | 63                   |